# Lasiopleura brevivenosa
Lasiopleura brevivenosa är en tvåvingeart som beskrevs av Dely-draskovits 1977. Lasiopleura brevivenosa ingår i släktet Lasiopleura och familjen fritflugor. Inga underarter finns listade i Catalogue of Life.